# Santissima Annunziata (Faenza)
Das Oratorium Santissima Annunziata ist eine profanierte Kirche in Faenza. Es liegt an der Straße nach Forlì, neben der Kirche Sant’Antonino.

## Geschichte
Der Kirchenbau hängt eng mit dem von der Laienbruderschaft Società dei devoti della B. Maria Vergine di Porta Ponte mindestens bis 1355 betriebenen Pilgerhospital zusammen, welche die nach Rom reisenden Pilger betreute. Bischof Francesco Zanelli erteilte der Bruderschaft am 15. Mai 1449 das Recht, eine eigene Kirche zu bauen.
Die Bruderschaft erhielt vom Abt von S. Ippolito im Jahr 1470 ein Grundstück, um die Kirche und Sakristei zu bauen. 1486 fand hier die Wahl des Priors statt und es kann daher angenommen werden, dass der Bau zu diesem Zeitpunkt fertiggestellt war. Nach einem Dekret von Papst Innozenz XI. schloss sich die Bruderschaft 1739 der Erzbruderschaft Arciconfraternita del Nome di Maria alla colonna Traiana in Rom an und wurde zur Arciconfraternita del SS. Nome di Maria nella chiesa della SS. Annunziata. 1746 wurde die Kirche nach einem Plan der Architekten Raffaele Campidori und Pietro Tomba senior renoviert und um 1750 fertiggestellt. Neben der Kirche befand sich das Oratorium der Bruderschaft. 1708 wurde mit dem Bau eines kleinen Glockenturms begonnen, der erst nach 1752 fertiggestellt wurde.
Nach der Besetzung durch die Franzosen 1797 wurde die Bruderschaft aufgelöst, ihr Besitz enteignet und 1804 versteigert. Nach der Rückkehr der Bruderschaft erhielt die neu gegründete Gesellschaft die Gebäude zurück. Da aber die Einnahmen fehlten, konnte der Betrieb kaum aufrechterhalten werden. Die Kirche befand sich bereits in einem schlechten Zustand, 1944 schwere Kriegsschäden entstanden. Durch eine Explosion stürzte der Glockenturm ein und beschädigte die Gebäude. Die Bruderschaft verkaufte die intakten Räume, konnte jedoch die Mittel für den Wiederaufbau der Kirche nicht aufbringen. Erst 1983 war es der Bruderschaft möglich, mit der Restaurierung der Kirche zu beginnen. Der Wiederaufbau der Sakristei und des eingestürzten Flügels wurde 1985 begonnen, die Räume wurden zu Wohnungen umgebaut.
Die architektonischen Teile der Kirche sind heute in einem guten Zustand, während die Altäre Schäden aufweisen. Die Kirche wurde in der Vergangenheit für Ausstellungen benutzt und wird heute als gewerbliches Studio genutzt.